# Leptognathia ochracea
Leptognathia ochracea är en kräftdjursart. Leptognathia ochracea ingår i släktet Leptognathia och familjen Leptognathiidae. Inga underarter finns listade i Catalogue of Life.